# Return to the Border
Return to the Border (在江边S, Zai jiang bianP) è un Documentario del 2005 diretto da Zhao Liang che racconta il ritorno alla sua città natale in Cina, confinante con il fiume Yalu e la Corea del Nord. Il film presenta una visione in profondità sia le società cinesi e della Corea del Nord e dei cambiamenti che hanno avuto luogo nel corso degli ultimi decenni. Le interviste in prima persona aggiungono profondità alle percezioni locali della vita su entrambi i lati del confine.

## Trama
Quando il regista nacque, nella città di confine all'estremo nord est della Cina, Dandong, i cinesi erano ancora in buoni rapporti con i vicini della Corea del Nord attraverso il fiume. Ma da quando la Cina ha stabilito relazioni commerciali con il capitalista Corea del Sud nel 1990, la Corea del Nord ha considerato la Cina un nemico. Viaggiando lungo il fiume Yalu che separa i due paesi, il regista esamina ciò che è rimasto dei sogni socialisti su entrambe le sponde. Un uomo cinese che viveva in Corea del Nord rivela la connessione tra la morte del leader Kim Il Sung nel 1994 e la carestia del 1995. Sullo sfondo, si può ascoltare una canzone di propaganda. Dall'altra parte del fiume, della Corea del Nord guardie di frontiera sono di pattuglia. Nei mesi invernali, attraversano il fiume ghiacciato per procurarsi merci cinesi, mentre durante l'estate, si affidano alle carrucole. Con narrazioni fuori campo, il regista parla dei suoi ricordi d'infanzia. Alla fine, attraversa il vecchio ponte della ferrovia vicino alla sua città natale per andare nella capitale nordcoreana Pyongyang. Filma condizioni di vita miserabili degli abitanti del luogo e la sua destinazione finale è una piramide. C'era una volta, quello che un tempo doveva essere il più grande edificio sulla Terra, oggi è soprattutto "un monumento agli ideali non realizzati."

## Distribuzione
Il documentario è stato presentato in anteprima mondiale al 9° Amsterdam International Documentary Film Festival in Olanda e trasmesso dalla Input tv di Taiwan lo stesso anno.